# Monachomachia, czyli Wojna mnichów
Monachomachia, czyli Wojna mnichów (z gr. monachos – mnich, machia – walka) – poemat heroikomiczny o wojnie mnichów autorstwa Ignacego Krasickiego. Wydany po raz pierwszy anonimowo w roku 1778 w Lipsku, wywołał oburzenie hierarchii kościelnej i uznanie u twórców epoki oświecenia.

## Powstanie utworu i pierwsze wydania
Utwór powstał prawdopodobnie w Berlinie między końcem 1776 a wiosną 1777 – Tadeusz Mikulski datuje powstanie Monachomachii na 1778, Juliusz Kleiner i Ryszard Wierzbowski na wiosnę 1776. Według legendy, został napisany w apartamencie Woltera w Poczdamie.
W 1778 ukazały się dwa pierwsze, nie podające imienia autora wydania dzieła – lwowskie K. Szlichtynga i lipskie M. Grölla. Oparte były one na dwóch różnych rękopisach, z których oba były niepoprawne. Jako pierwsze nazwisko Krasickiego podało wydanie Monachomachii w Dziełach poetyckich z 1802. Pierwsze wydanie oparte na poprawniejszym tekście ukazało się w pierwszym tomie Dzieł Krasickiego (Warszawa 1803).

## Treść i kompozycja
Tematem utworu jest walka pomiędzy mnichami dwóch zakonów: karmelitów i dominikanów. Przedstawienie sporu mnichów w utworze naznaczone jest groteskowym humorem. Jednocześnie Monachomachia jest ostrą satyrą, krytyką ukrytą pod kostiumem zabawnych postaci.
Utwór jest dynamiczny, pełen komizmu – przykładem jest choćby scena batalistyczna, kiedy to idą w ruch naczynia i trepy, postać ojca Hilarego czy też fakt, że zwaśnionych godzi mocny trunek i wspólna namiętność do kielicha.
Monachomachia wywołała skandal – występowała przeciw zakonom, zasobnemu życiu duchownych, próżniactwu i zacofaniu. Stanowi utrzymaną w duchu oświecenia krytykę wad społecznych, obecnych również w Kościele, czego Krasicki nigdy nie ukrywał.